# Geai lancéolé
Garrulus lanceolatus
Espèce
Statut de conservation UICN

 LC  : Préoccupation mineure
Le Geai lancéolé (Garrulus lanceolatus) est une espèce de passereaux de la famille des Corvidae.

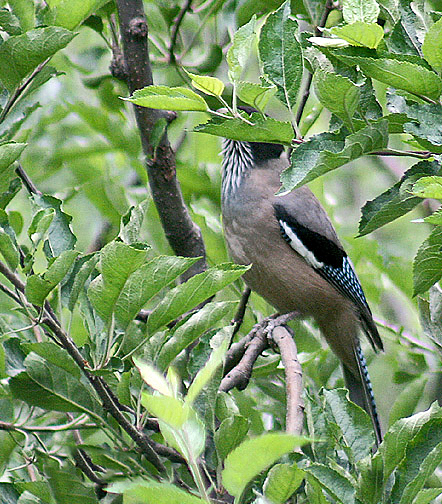
Un geai lancéolé dans l'Himachal Pradesh, en Inde.

Le geai lancéolé est à peu près la même taille que son proche parent le Geai des chênes, mais un peu plus mince dans l'ensemble, sauf le bec qui est légèrement plus court et plus épais. Le sommet de la tête est noir et il a une crête plus visible et une queue plus longue.
On le trouve dans l'est de l'Afghanistan et à travers l'Himalaya jusqu'au Népal, dans les régions boisées avec de grandes étendues de terrain ouvert, plutôt que dans les forêts denses. Il vit également dans certaines zones cultivées et même près des villages tant qu'il existe assez d'arbres et de broussailles à proximité.
Le geai lancéolé est omnivore. Il se nourrit aussi bien sur le sol que dans les arbres, et prend à peu près le même large éventail d'aliments (plantes et d'animaux) que son proche parent le geai des chênes, y compris les œufs et les oisillons, ainsi que des déchets près des habitations.
Il niche dans les arbres et arbustes adaptés et, en cela, ressemble au Geai des chênes à tous les égards. Il a généralement 3 à 5 œufs après une période d'incubation de plus de 16 jours. Les deux parents nourrissent les jeunes.